# Rosa 'Duet'
'Duet' (el nombre del obtentor registrado de 'Duet'® ), es un cultivar de rosa que fue conseguido en California en 1960 por el rosalista estadounidense Herb Swim.

## Descripción
'Duet' es una rosa moderna cultivar del grupo Híbrido de té.
El cultivar procede del cruce de 'Fandango' x 'Roundelay'.
Las formas arbustivas del cultivar tienen porte erguido y alcanza de 100 a 165 cm de alto, con 60 cm de ancho. Las hojas son de color verde oscuro, brillante. Follaje coriáceo.
Capullos ovoides. Sus delicadas flores de color rosa sueve con el reverso del pétalo más oscuro. Fragancia media a híbrido de té. Rosa de diámetro medio de 4" con 30 pétalos. Medios, completos. La flor con forma amplia, muy doble de 26 a 40 pétalos, generalmente en flor solitaria. En pequeños grupos, capullos altos centrados, floración en forma de copa. 
Florece en oleadas a lo largo de la temporada. Primavera o verano son las épocas de máxima floración, si se le hacen podas más tarde tiene después floraciones dispersas.

## Origen
El cultivar fue desarrollado en California por el prolífico rosalista estadounidense Herb Swim en 1960. 'Duet' es una rosa híbrida diploide con ascendentes parentales de 'Fandango' x 'Roundelay'.
El obtentor fue registrado bajo el nombre cultivar de 'Duet'® por Herb Swim en 1960 y se le dio el nombre comercial de exhibición 'Duet'™.
- La rosa fue creada por Herb Swim en Armstrong Nurseries, California antes de 1960 e introducida en el resto de los Estados Unidos en 1960 como 'Duet'.[1]
- La rosa 'Duet' fue introducida en Estados Unidos con la patente "United States - Patent No: PP 1,903".[1]

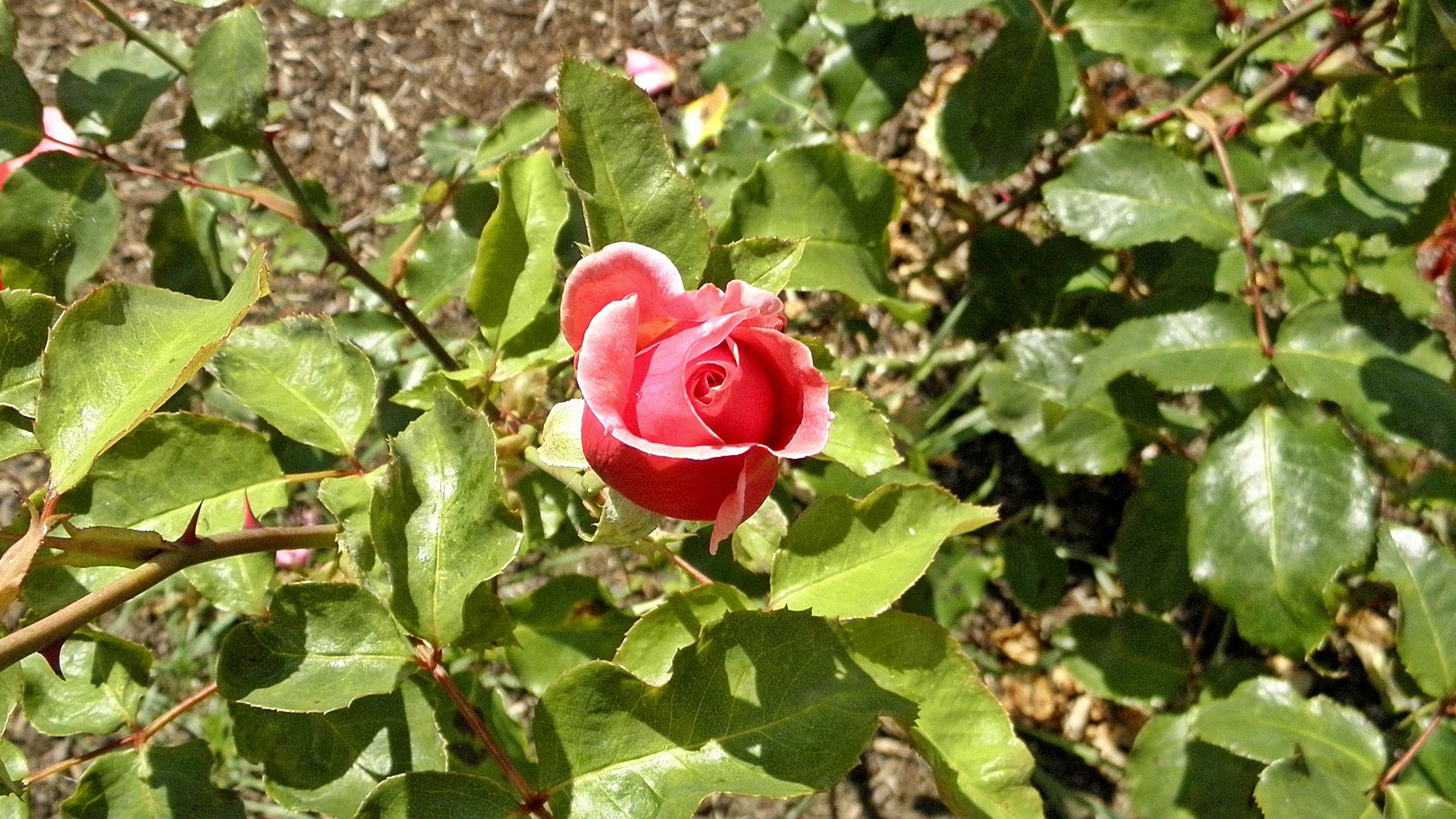
Capullo de 'Duet'.
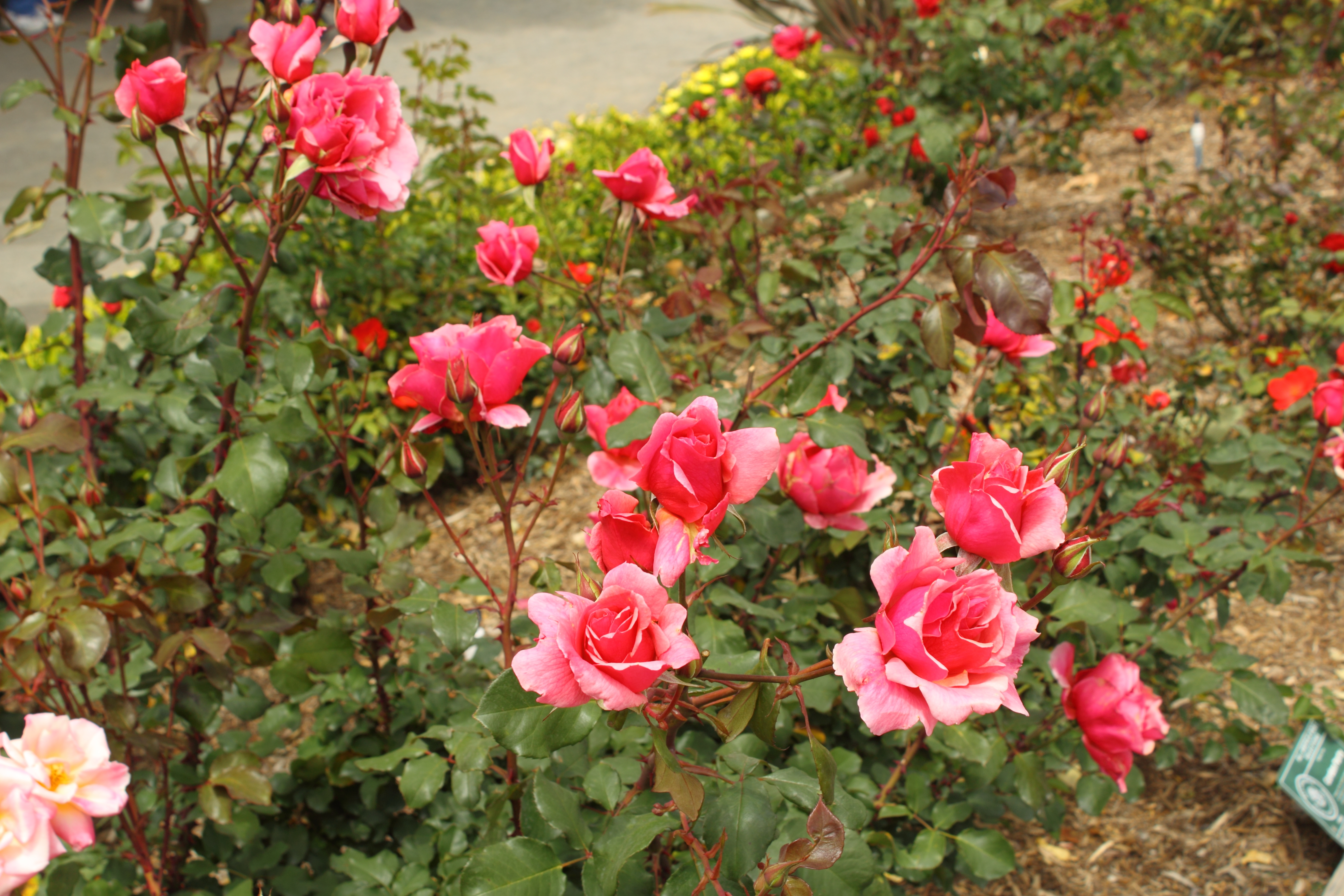
'Duet'
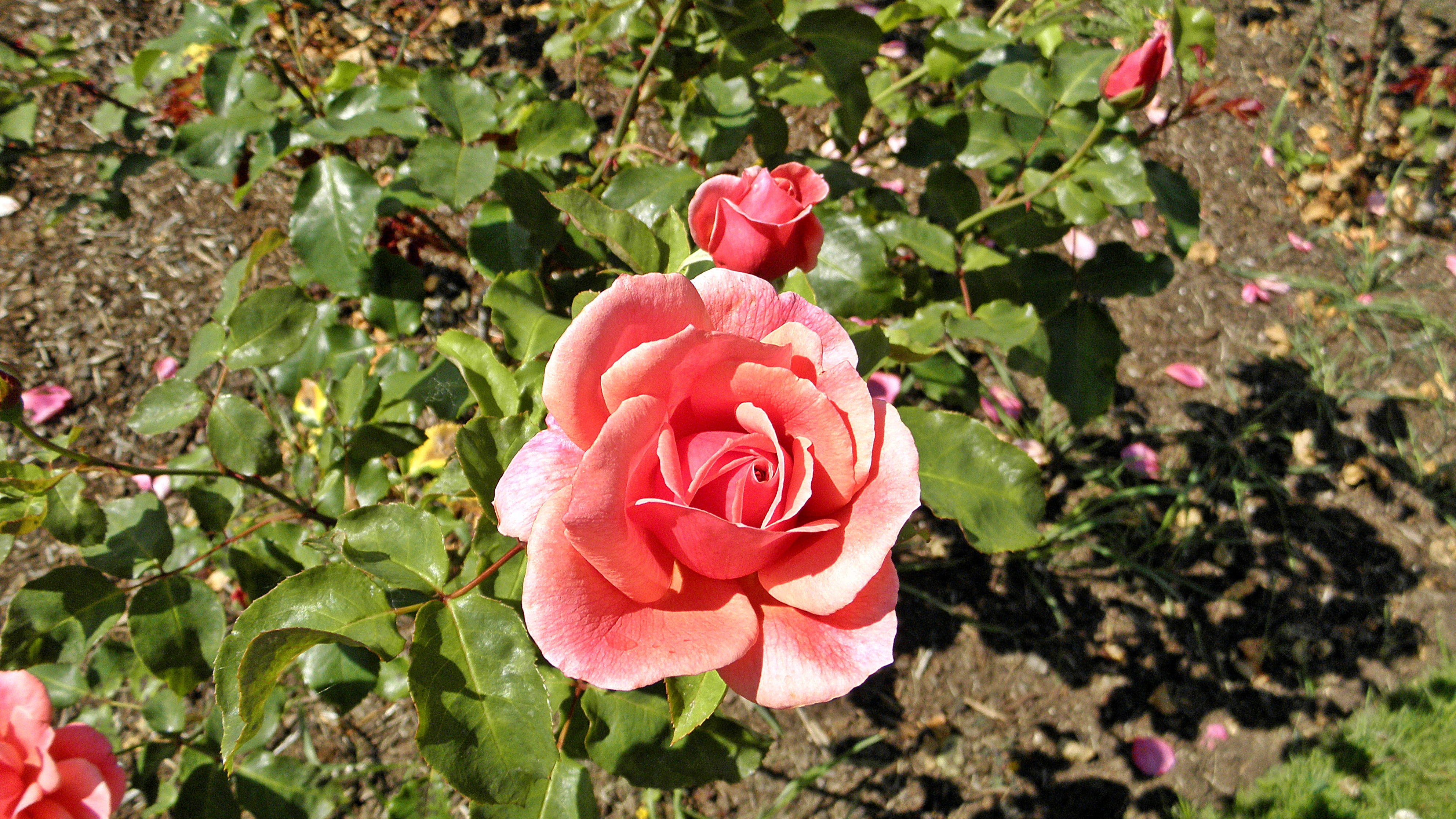
'Duet'
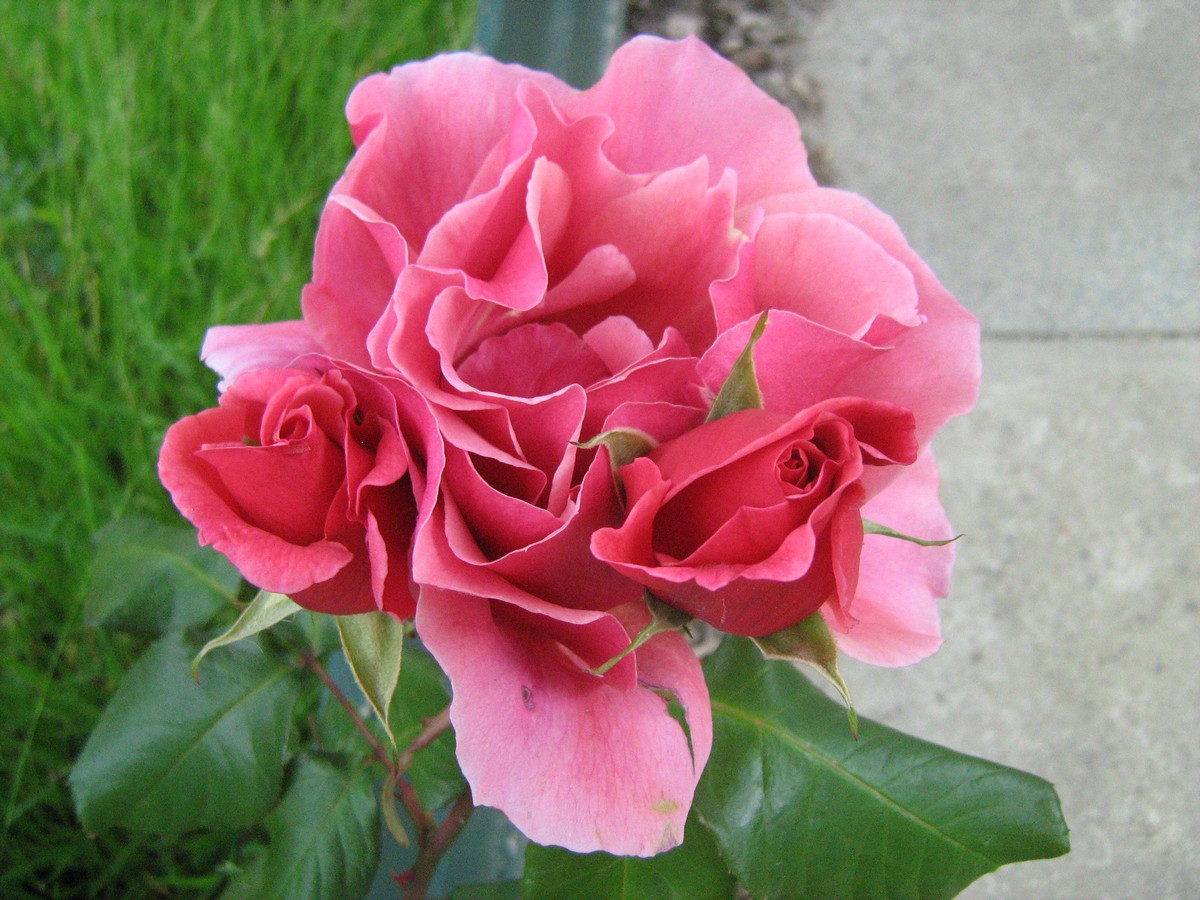
'Duet'

## Premios y galardones
- All-America Rose Selections 1961
- Baden-Baden Gold Medal 1959.

## Cultivo
Aunque las plantas están generalmente libres de enfermedades, es posible que sufran de punto negro en climas más húmedos o en situaciones donde la circulación de aire es limitada.
Las plantas toleran la sombra, a pesar de que se desarrollan mejor a pleno sol. En América del Norte son capaces de ser cultivadas en USDA Hardiness Zones 7b a más cálido. La resistencia y la popularidad de la variedad han visto generalizado su uso en cultivos en todo el mundo.
Puede ser utilizado para las flores cortadas, o jardín. Vigorosa. En la poda de Primavera es conveniente retirar las cañas viejas y madera muerta o enferma y recortar cañas que se cruzan. En climas más cálidos, recortar las cañas que quedan en alrededor de un tercio. En las zonas más frías, probablemente hay que podar un poco más que eso. Requiere protección contra la congelación de las heladas invernales.